# 德国共产党
德国共产党（德語：Kommunistische Partei Deutschlands），简称德共（KPD），是德国历史上的一个共产主义政党，成立于1918年12月30日。该党的创始人是卡尔·李卜克内西和罗莎·卢森堡，后由恩斯特·台尔曼长期领导。1933年纳粹党上台后，德共被取缔。1945年，纳粹政权垮台后，英、美、法、苏四国分别占领了德国。1946年，德共、德国社会民主党两党在德国苏占区的组织合并为德国统一社会党，德共在其他占领区的组织则继续活动。1956年8月17日，西德当局镇压德共并强制取缔。

## 历史
- 1918年12月30日—1919年1月1日，斯巴达克同盟联合德国国际共产主义者（即“不来梅左派”），在柏林召开创党大会，建立德国共产党。
- 1919年1月15日，主要领导人卡尔·李卜克内西和罗莎·卢森堡被右翼士兵杀害；同年，加入共产国际。
- 1920年12月初，德国独立社会民主党左翼并入，改名为德国统一共产党。
- 1922年，德国统一共产党发生分裂，一部分成员回归德国独立社会民主党（不久又转入德国社会民主党），遂恢复原名“德国共产党”。
- 1925年，中央委员会选举恩斯特·台尔曼为主席。
- 1930年8月和1931年5月，先后发表《德国人民民族解放和社会解放的纲领》和《扶助农民纲领》，号召德国人民投入反对帝国主义和法西斯的斗争。
- 1933年，纳粹党领袖希特勒上台，籍国会纵火案后，德共被取缔，台尔曼被捕，于1944年被杀害。
- 1945年6月，发表《告德国人民书》，提出在四大国占领区建立民主政权是当时的中心任务。
- 1946年4月21日，德国苏占区的德国共产党组织和德国社会民主党组织联合成立德国统一社会党。
- 1948年4月27日，德国美、英、法占领区的德共组织在赫尔内举行代表会议，选举马克斯·雷曼为主席。
- 1949年1月3日，德国美、英、法占领区的德共组织正式成立单独组织，名称仍为德国共产党。
- 1954年12月，在汉堡召开代表大会，发表宣言，要为建立统一的民主德国而斗争。
- 1956年8月17日，依据德国刑法第86条第一款，德国联邦宪法法院判决取缔德国共产党，德共转入地下活动。欧洲人权委员会在德国共产党诉德意志联邦共和国案（英语：Communist Party of Germany v. the Federal Republic of Germany）中维持了这一判决。
- 1968年，德共同西德当局达成默契，成立「德国的共产党」（Deutsche Kommunistische Partei，缩写为DKP），作为德共的替代合法组织。同年底，德共的一些“亲华派”成员组建“德国共产党/马列”。
- 1972年，德共正式解散。[6]

## 历任领袖
| #  | 肖像 | 姓名              | 就任日期       | 卸任日期       |
| -- | ---- | ----------------- | -------------- | -------------- |
| 1  |      | 卡尔·李卜克内西   | 1918年12月30日 | 1919年1月15日  |
| 2  |      | 列奥·约基希斯     | 1919年1月15日  | 1919年3月10日  |
| 3  |      | 保罗·列维         | 1919年10月24日 | 1921年4月1日   |
| 4  |      | 恩斯特·迈耶       | 1921年4月1日   | 1921年8月26日  |
| 5  |      | 海因里希·布兰德勒 | 1921年8月26日  | 1924年4月10日  |
| 6  |      | 赫尔曼·雷梅莱     | 1924年4月10日  | 1924年5月23日  |
| 7  |      | 鲁特·费舍尔       | 1924年5月23日  | 1925年10月30日 |
| 8  |      | 恩斯特·台尔曼     | 1925年10月30日 | 1933年3月3日   |
| 9  |      | 約翰·舍爾         | 1933年3月3日   | 1934年2月1日   |
| 10 |      | 威廉·皮克         | 1934年2月1日   | 1946年4月22日  |
| 11 |      | 马克斯·雷曼       | 1949年1月3日   | 1956年8月17日  |